# Млечный Путь (фильм, 1969)
«Мле́чный путь» (фр. La voie lactée) — фильм Луиса Бунюэля.

## Сюжет
Двое паломников держат путь в Сантьяго-де-Компостела. По дороге они попадают в различные эпохи, встречают представителей различных христианских ересей, а также Иисуса Христа с учениками.

## В ролях
- Лоран Терзиефф — Жан
- Поль Франкёр — Пьер
- Ален Кюни — человек в мантии
- Дельфин Сейриг — проститутка
- Эдит Скоб — дева Мария
- Бернар Верлей — Иисус
- Жорж Маршаль — иезуит
- Жан Пиа — граф
- Жан-Клод Каррьер — присциллианист
- Мишель Пикколи — маркиз де Сад
- Жюльен Берто — Ришар, метрдотель
- Клаудио Брук — епископ
- Кристин Симон — Тереза
- Пьер Клементи — ангел смерти
- Муни[фр.] — мать-настоятельница
- Франсуа Местр — безумный кюре
- Клод Серваль — бригадир
- Жюльен Гийомар — священник
- Луис Бунюэль — папа римский

## Награды и номинации
- 1969 — Приз международного евангелического жюри на 19-м Берлинском международном кинофестивале[1]
- 1970 — Номинация на «Серебряную ленту» Национального синдиката киножурналистов Италии за лучшую режиссуру иностранного фильма — Луис Бунюэль[2]